# 3041 Webb
3041 Webb è un asteroide della fascia principale. Scoperto nel 1980, presenta un'orbita caratterizzata da un semiasse maggiore pari a 2,5854340 au e da un'eccentricità di 0,1478667, inclinata di 14,64521° rispetto all'eclittica.
L'asteroide è dedicato all'astronomo britannico Thomas William Webb.